# تپه قلادربن کاو
تپه قلا دربن کاو مربوط به دوره اشکانیان است و در شهرستان کوهدشت، بخش طرهان، دهستان طرهان، ۵۵۰ متری شمال غرب روستای اولاد نقی آّباد واقع شده و این اثر در تاریخ ۲۶ اسفند ۱۳۸۷ با شمارهٔ ثبت ۲۵۸۶۷ به‌عنوان یکی از آثار ملی ایران به ثبت رسیده است.